# Vizitor
Vizitor est une œuvre de l'artiste britannique Barry Flanagan située à Paris, en France. Il s'agit d'une sculpture en bronze conçue en 1989 et placée dans le jardin des Halles.

## Description
L'œuvre prend la forme d'une sculpture métallique d'environ 4 mètres de hauteur représentant une forme humanoïde. Sa base est formée d'une forme vaguement carrée qui se transforme en cône, suggérant la partie inférieure de l'être humain. Au-dessus du cône, trois tiges métallique se séparent, l'une verticalement, les deux autres inclinées de chaque côté avant de rejoindre la tige centrale par des arcs de cercle. La partie supérieure de la statue forme un croissant ouvert vers le haut.
Le bas de l'œuvre porte le nom de l'artiste, « Barry Flanagan », ainsi que la date de création, « 1989 ». Le nom de l'œuvre, « Vizitor », est indiqué de l'autre côté. Son également mentionné les fondeurs, « Clementi » et « girebronze ».
La sculpture est posée sur un socle semblant sortir de la place où elle est située et formé des mêmes pavés qu'elle.

## Localisation
La sculpture est située en bordure sud du jardin des Halles, devant la porte Berger du forum des Halles, à l'intersection de la rue Berger et du passage des Lingères.

## Commande
L'œuvre est commandée à Flanagan pour le forum des Halles en 1989.

## Artiste
Barry Flanagan (1941-2009) est un sculpteur britannique. Il est principalement connu pour ses statues de lièvres en bronze.